# Иван (ураган)
Ураган «Иван», также ураган «Айван» (англ. Hurricane Ivan), в ряде СМИ также «Иван Грозный» — один из самых разрушительных тропических циклонов Атлантического океана за всю историю наблюдений. Это был девятый проименованный тропический циклон, шестой ураган и четвёртый крупный ураган сезона ураганов 2004 года. Как типичный тропический циклон кабо-вердианского типа, он сформировался в начале сентября и достиг 5 категории по шкале Саффира — Симпсона. Во время прохождения по территории США ураган вызвал 117 смерчей.
| B | С | I |

| Шкала ураганов Саффира — Симпсона |    |   |   |   |   |   |
| TD                                | TS | 1 | 2 | 3 | 4 | 5 |